# Банус, Камила
Ками́ла Ба́нус (англ. Camila Banus; род. 22 июля 1990, Майами, Флорида) — американская актриса.

## Биография
Родилась 22 июля 1990 года в Майами (штат Флорида, США) в семье Джейми и Кармен Банус. У Камилы есть младшая сестра — актриса Габриэла Банус.

## Карьера
Камила дебютировала в кино в 2005 году, сыграв роль Рейнбоу в фильме «Чудо собака Ленни». В 2006 году Банус сыграла роль плавающей девочки в телесериале «Декстер». Всего она сыграла в 11-ти фильмах и телесериалах.

## Избранная фильмография
| Год       |   | Русское название       | Оригинальное название | Роль                    |
| --------- | - | ---------------------- | --------------------- | ----------------------- |
| 2005      | ф | Чудо собака Ленни      | Lenny the Wonder Dog  | Рейнбоу                 |
| 2006      | с | Декстер                | Dexter                | плавающая девочка       |
| 2008—2009 | с | Одна жизнь, чтобы жить | One Life to Live      | Лола Монтес/Талия Сахид |
| 2010      | с | Зик и Лютер            | Zeke and Luther       | старшая сестра          |
| 2010—2013 | с | Дни нашей жизни        | Days of Our Lives     | Гэби Эрнандес           |